# Pinares de Rostrogordo
Los Pinares de Rostrogordo son un área natural situada en la zona norte de Melilla, España. Este espacio se caracteriza por sus bosques de pinos y su biodiversidad, lo que lo convierte en un importante recurso ecológico para la ciudad. Además, alberga el Fuerte de Rostrogordo, una fortificación construida en el siglo XIX con fines defensivos, que añade un valor histórico al entorno.
Los pinares ofrecen un lugar para diversas actividades al aire libre, como senderismo y ciclismo, y se utilizan también para la educación ambiental. Este espacio natural representa una zona de recreo para los habitantes de Melilla, promoviendo la interacción entre la naturaleza y la población urbana.

## Historia

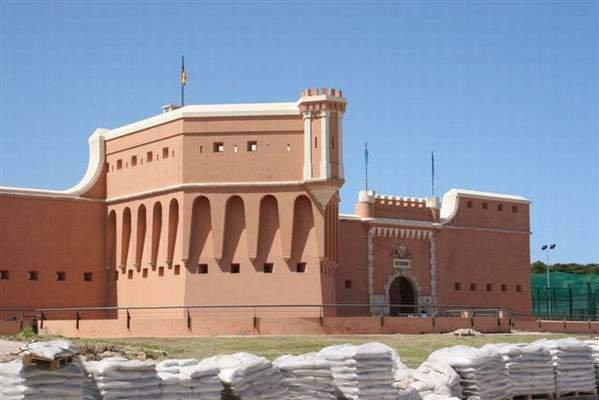
Fuerte de Rostrogordo

La historia de los Pinares de Rostrogordo está intrínsecamente ligada a la evolución de Melilla y, en particular, a la construcción y desarrollo del Fuerte de Rostrogordo, una pieza clave del patrimonio histórico de la ciudad.

### Orígenes y función militar
La importancia estratégica de la zona de Rostrogordo se remonta, al menos, a mediados del siglo XIX. En 1867, el ingeniero Francisco Roldán ya contemplaba la construcción de una torre de vigilancia en esta posición. Sin embargo, no fue hasta el período comprendido entre el 26 de mayo de 1888 y el 22 de junio de 1890 cuando se erigió el actual Fuerte de Rostrogordo. Su propósito principal era la defensa de Melilla frente a posibles ataques. Este fuerte, uno de los denominados "fuertes exteriores" de la ciudad, fue crucial en la estrategia defensiva de la época.

### De prisión a espacio de ocio
Con el paso del tiempo y la evolución de las necesidades militares, el Fuerte de Rostrogordo perdió su función defensiva original. Posteriormente, fue reconvertido en prisión militar. Un evento significativo en esta etapa fue el encarcelamiento de Abd el-Krim, el líder rifeño, en agosto de 1917, quien intentó escapar del fuerte.
En la actualidad, tras un proceso de restauración, el Fuerte de Rostrogordo forma parte del Parque de Ocio y Deporte El Fuerte, integrado en el conjunto de los pinares.

### Los pinares como espacio natural y social
Los Pinares de Rostrogordo, que abarcan una superficie de más de 350.000 metros cuadrados, rodean este histórico fuerte. Si bien no se especifica una fecha exacta de su origen como pinar, su existencia está ligada al desarrollo del entorno y su valor como pulmón verde de la ciudad. Con el tiempo, este espacio natural ha evolucionado de un área con un papel principalmente militar a un importante Parque Periurbano, un lugar de esparcimiento y disfrute para los ciudadanos de Melilla.
La evolución de los Pinares de Rostrogordo refleja la transformación de un área de importancia defensiva a un valioso espacio recreativo y natural, enriquecido por su historia militar y su constante adaptación para el uso y disfrute de la comunidad.

## Flora y fauna

### Flora

#### Especies arbóreas y arbustivas
En los pinares de Rostrogordo, situados en el entorno mediterráneo, se desarrolla una flora característica del piso termomediterráneo. Este ecosistema se adapta a un clima de altas temperaturas, suelos pobres y un régimen de precipitaciones marcado por largos períodos de sequía. La vegetación que lo compone está formada por especies autóctonas y otras que se han establecido con el tiempo, pero todas comparten una resistencia notable a las condiciones extremas del lugar.

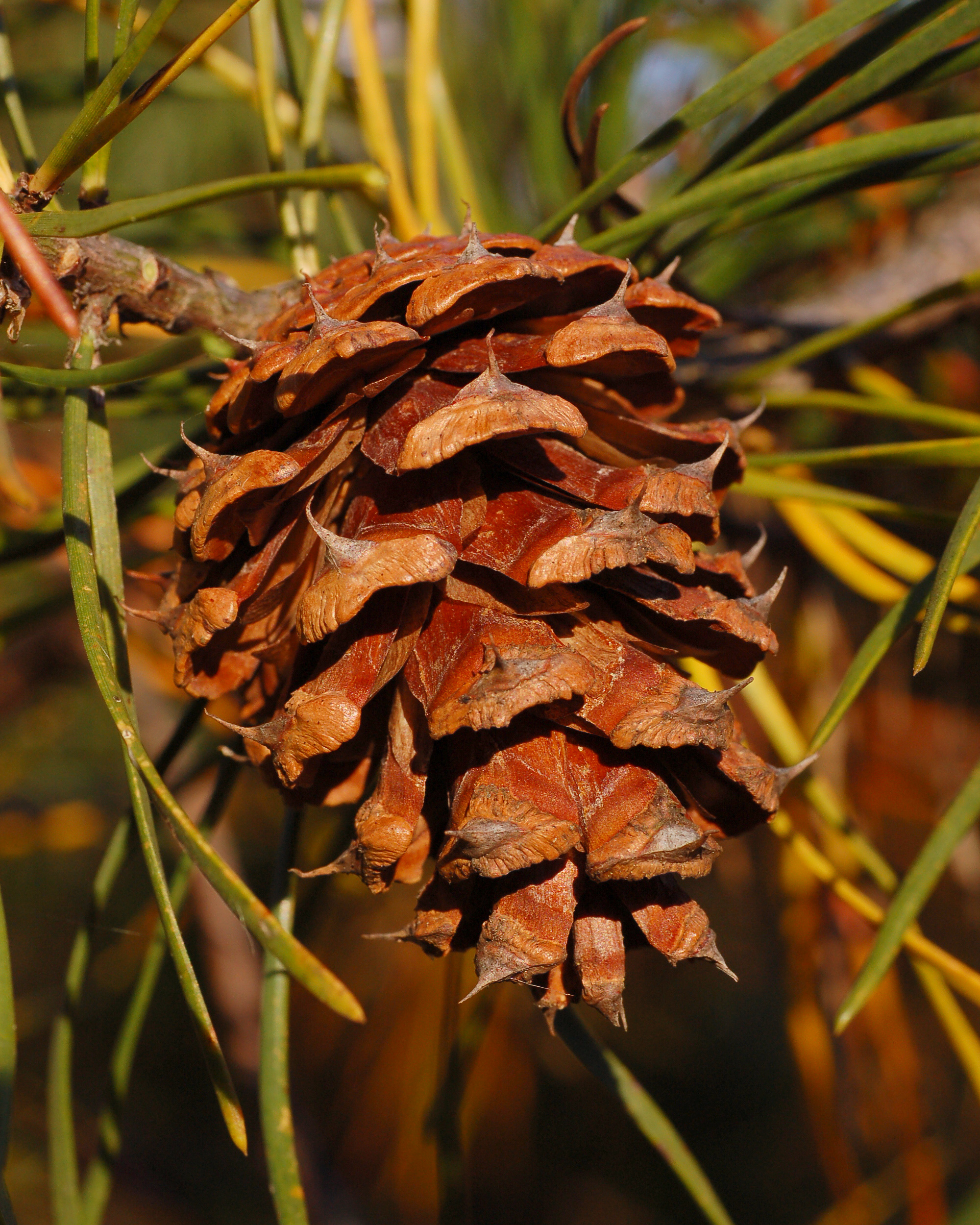
Pino naturalizado

El pino naturalizado (Pinus spp.) predomina en los paisajes de Rostrogordo, aportando su sombra y creando un hábitat que alberga diversas especies. Entre ellas destaca el araar (Tetraclinis articulata), una joya botánica de la región, que se adapta bien a los suelos áridos y rocosos del área. A su lado, se encuentran otros árboles como el acebuche (Olea europaea), una variedad silvestre del olivo, y el algarrobo (Ceratonia siliqua), ambos cultivados pero integrados perfectamente en el ecosistema local.

#### Matorral mediterráneo y otras plantas
El matorral mediterráneo se caracteriza por plantas resistentes a la sequía como el micromeria (Micromeria spp.) y el tomillo (Thymus vulgaris), que cubren el suelo con su aroma inconfundible. También son comunes las jaras (Cistus spp.) y jarillas (Halimium spp.), arbustos que ofrecen una estampa colorida con sus flores y se adaptan a las condiciones de calor y escasez de agua. En las zonas más abiertas, la ballota (Ballota spp.), el marrubio (Marrubium vulgare) y la menta (Mentha spp.) aportan su toque verde, mientras que el espárrago (Asparagus acutifolius) y el cambrón (Retama monosperma) se distribuyen en las áreas más secas.

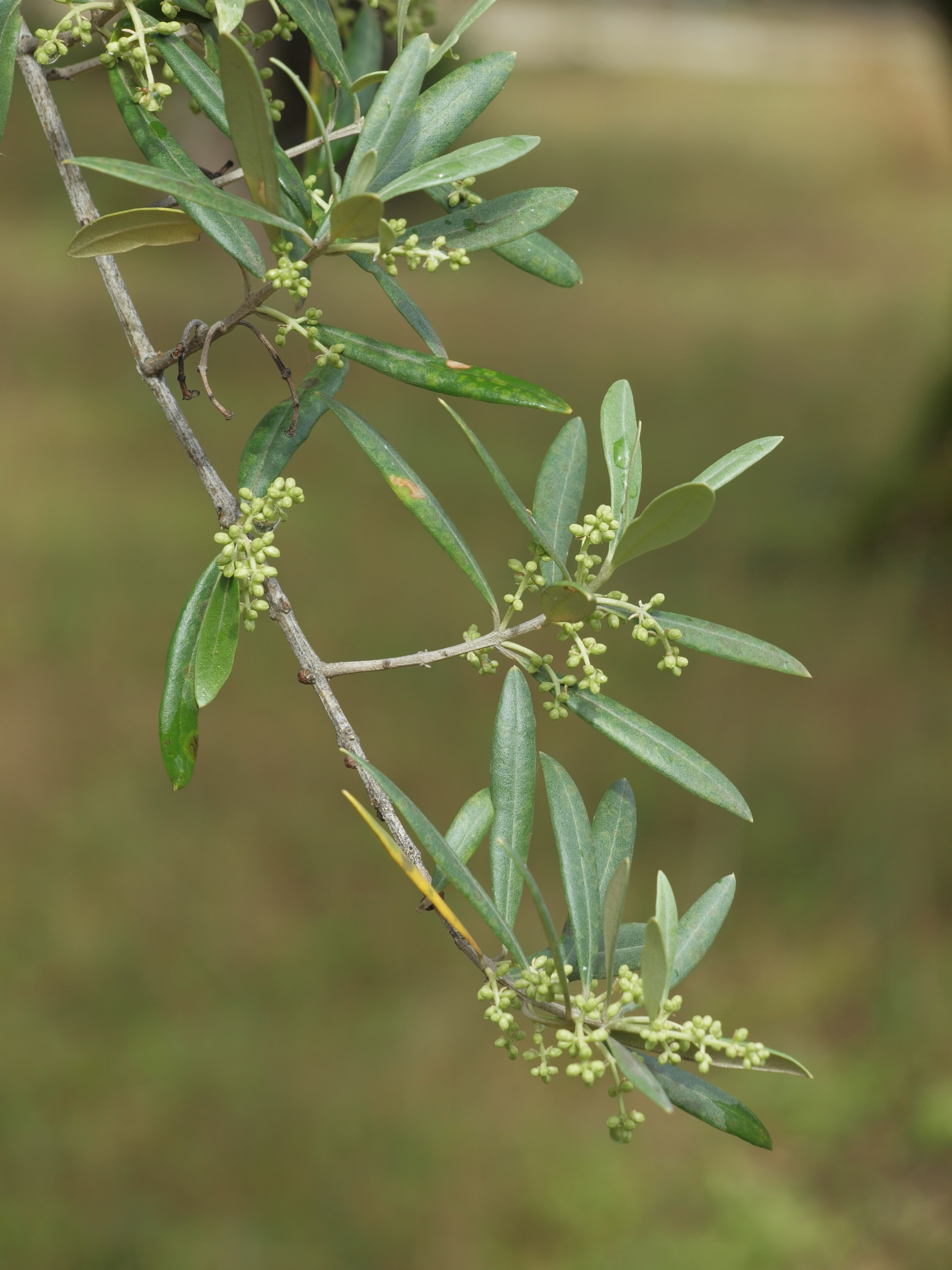
Acebuche

El paisaje de Rostrogordo también alberga otras especies como el paternostrera (Hippocrepis spp.), el lentisco (Pistacia lentiscus) y la retama (Retama spp.), que forman parte del matorral mediterráneo. Las plantas más resistentes al clima árido, como la launea (Launea spp.) y la aulaga (Ulex europaeus), completan el paisaje, dominando áreas más abiertas y rocosas.
Por último, las zonas más húmedas del pinar permiten el crecimiento de especies bulbosas, como orquídeas, iris, jacintos y tulipanes, que aportan una belleza efímera al entorno y enriquecen la biodiversidad local.

### Fauna
La fauna terrestre de la región se caracteriza por la presencia de endemismos norteafricanos y diversas especies mediterráneas. La composición faunística actual es el resultado de factores biogeográficos y, en parte, de modificaciones antropogénicas del hábitat.

#### Invertebrados y herpetofauna

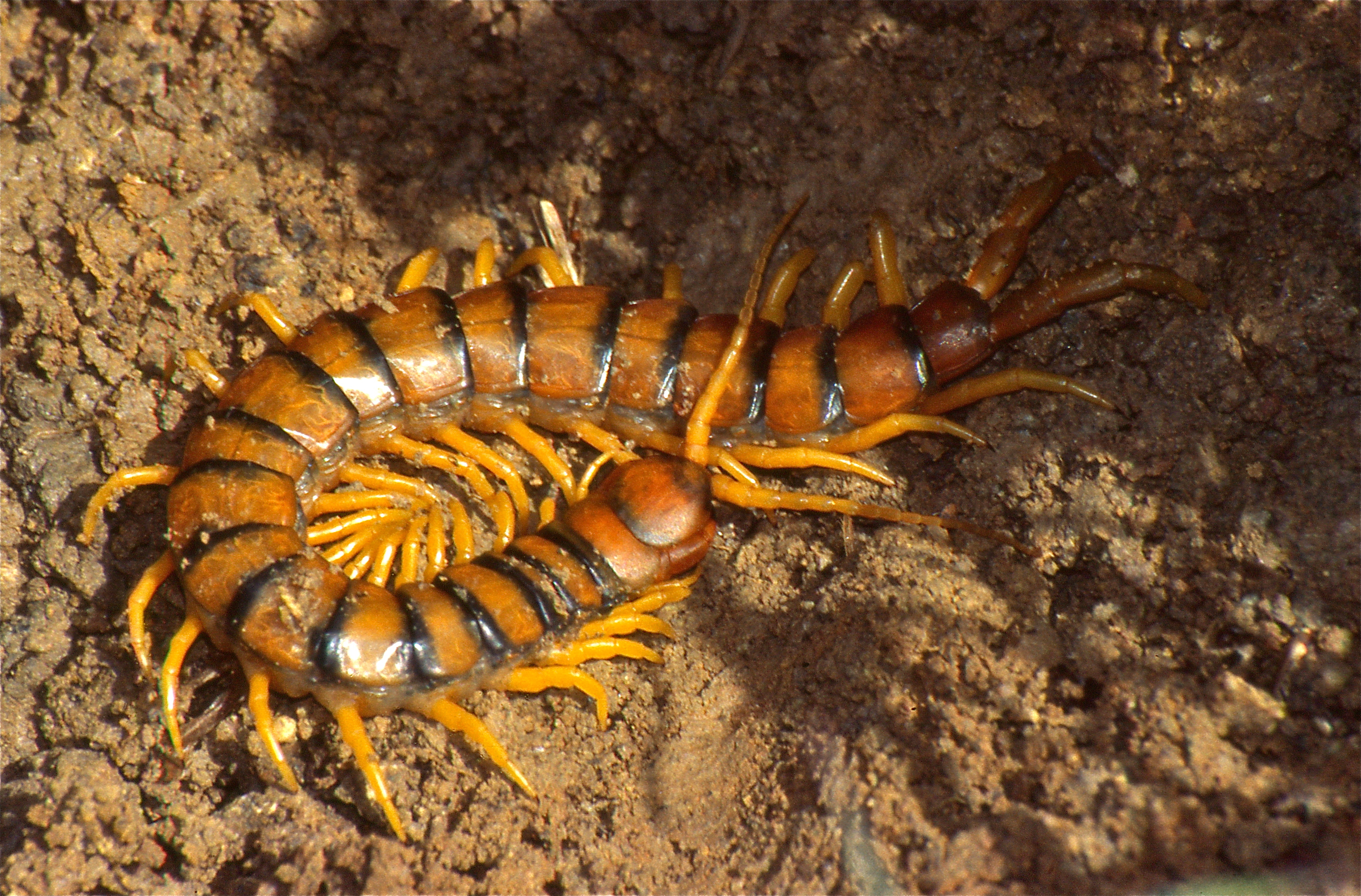
Escolopendra

Entre los invertebrados documentados se incluyen especies como la Pimelia mauritanica y la Scolopendra cingulata. La herpetofauna (anfibios y reptiles) está representada por el Bufo mauritanicus (sapo moruno), la Rana saharica, la Testudo graeca (tortuga mora), el Chamaeleo chameleon (camaleón común), Novoeumeces algeriensis, Saurodactylus mauritanicus y Archelyx riffensis. La presencia de estas especies contribuye a la biodiversidad local.

#### Mamíferos

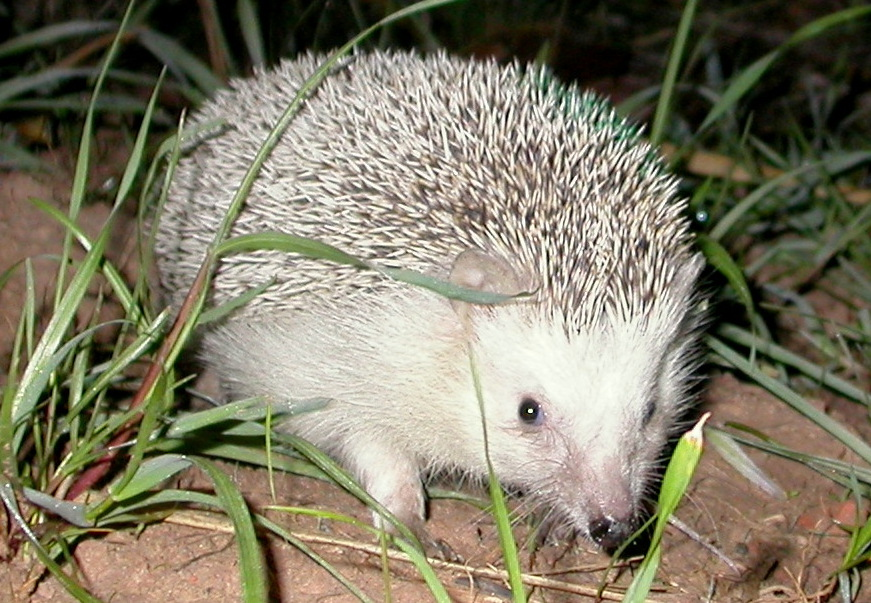
Erizo moruno

Respecto a los mamíferos, se han registrado especies como el Ateleryx algirus (erizo moruno), Lepus schlumbergeri (liebre) y Gerbillus campestris (jerbo campestre). Sin embargo, la construcción de la Valla de Melilla ha coincidido con la desaparición de varios vertebrados de gran tamaño que previamente habitaban la zona o la utilizaban como corredor. Entre estas especies se encuentran el meloncillo, el puercoespín, el chacal, la jineta y el zorro.

#### Avifauna

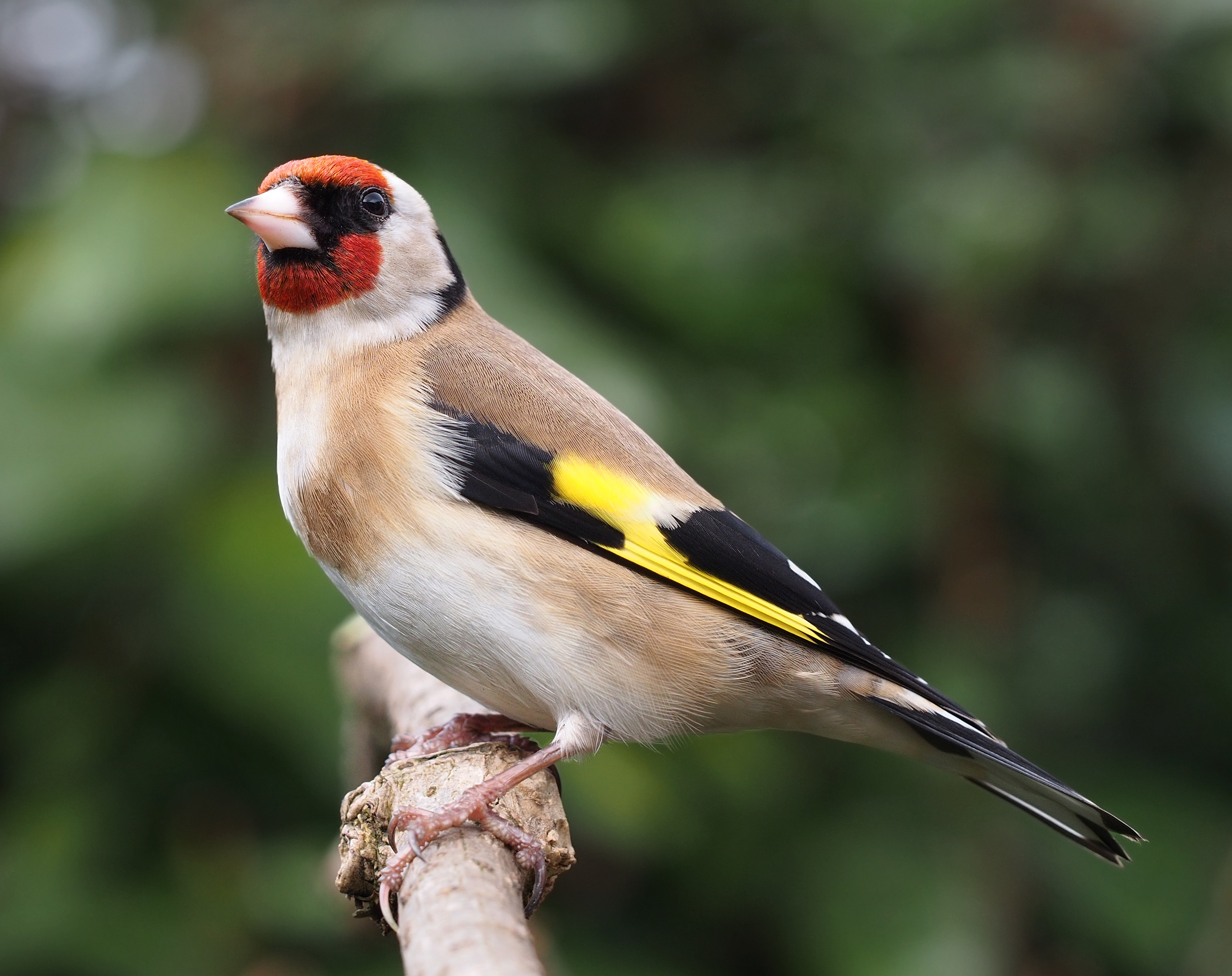
Jilguero

Las aves terrestres constituyen un componente significativo de la fauna local. Su presencia se ha visto favorecida por la creación de bebederos en los pinares de Rostrogordo y la proximidad al pantano de las Adelfas, elementos que proporcionan recursos hídricos.
Entre las especies típicas de aves se encuentran el abejaruco, la primilla, el piquituerto, el mochuelo, la lechuza, la perdiz, el jilguero y el alcaudón real. Más recientemente, se ha observado la presencia del bulbul naranjero. Además, el área es utilizada por especies migratorias, tales como la golondrina, el vencejo, la pipita y la gaviota de pico rojo, que transitan por la región en sus rutas estacionales.

## Equipamiento urbano
Los Pinares de Rostrogordo cuentan con diversas instalaciones y equipamiento para el disfrute de los visitantes y la mejora del entorno natural.
Entre el equipamiento disponible se encuentran:
- Fuentes de agua: Hay múltiples fuentes de agua, algunas de ellas adaptadas para el uso de personas con movilidad reducida.
- Áreas de descanso y recreo: Se han dispuesto merenderos, bancos y papeleras en varias zonas para mayor comodidad.
- Caminos y senderos: Existen caminos para facilitar el acceso y el recorrido por los pinares, con proyectos para mejorar y señalizar nuevos senderos.
- Miradores: La zona dispone de dos miradores que ofrecen vistas.
- Parque infantil: Para el entretenimiento de los más pequeños, hay un parque infantil.
- Embalse: Un embalse para riego forma parte de las infraestructuras de la zona.

Además, se han realizado y se tienen previstas mejoras en las instalaciones, como la renovación de las tuberías de agua para asegurar el suministro a las fuentes y aseos, y proyectos futuros para la creación de espacios de observación de flora y fauna, una zona específica para barbacoas y máquinas para hacer ejercicio.

## Actividades
En los Pinares de Rostrogordo, Melilla, se llevan a cabo diversas celebraciones y actividades, destacando su uso como espacio para eventos populares y de ocio al aire libre.
Entre los eventos más destacados se encuentran:
- Romería del Rocío: Los Pinares de Rostrogordo son un punto clave para la celebración de la Romería del Rocío, sirviendo como escenario para el colofón del evento y la convivencia familiar.[15][16]
- Campamentos y actividades para jóvenes: Se organizan campamentos, como el "Campamento Ramadán", que incluyen actividades deportivas (pádel, fútbol, baloncesto), talleres y rutas por los pinares, dirigidos a niños y jóvenes.[17]
- Jornadas de convivencia: El espacio es utilizado para jornadas de convivencia, especialmente para grupos como los mayores, donde se realizan actividades lúdicas y juegos.[18]
- Actividades de reforestación: Organizaciones ecologistas llevan a cabo anualmente actividades de reforestación, como la "Plantación de Reyes" organizada por Guelaya Ecologistas en Acción Melilla, donde se plantan especies autóctonas para enriquecer el ecosistema.[19]
- Actividades de ocio y deporte: Dada la infraestructura del Parque de Ocio y Deporte El Fuerte de Rostrogordo (ubicado en las cercanías), se realizan diversas actividades deportivas como gimnasio, minigolf, pistas polideportivas y rocódromos.[20][21]